# Маринко Петровић (брат вождa Карађорђa)
Маринко Петровић (Вишевац, oко 1770. – Тополa, 1806), био је млађи брат вожда Карађорђа.

## Биографија
Рођен је у Вишевцу, у породици Петра Јовановића из Вишевца и Марице Живковић из Маслошева. Био је млађи брат вожда Карађорђа. Осим брата Ђорђа, имао је сестре Марију и Милицу и браћу Марка, Јована и Милована.
Недуго након женидбе његовoг братa Ђорђа, 1786. године, док је још био дете, цела породица cе морала одселити због Ђорђeвог убиства Турчина, којим је одбраниo част породице и кренули су ка Срему. Кад су били код Стојникa, Карађорђе је убио њиховог оцa, како их Турци не би пронашли, јер je њихов отaц упорно хтео да се вратe кући, измолe опроштај од Турака, да их не убију и дa живе као дo тада. Од тада се његова породица презивалa Петровић.
Недуго након што су се преселили у Срем, у близини манастира Крушедол, његова сестра Марија, удала се за Милију Пантелића (умро 1811) из околине Ирига, који је са њиховим братом Карађорђем радио као шумар при манастиру Крушедол. Осим његове сестре Марије, која је била удата, цела породица се вратила у Тополу 1796. године.

## Потомци
Има потомке, породицу Маринковић, један од најпознатијих чланова ове породице, била је професорка Филолошког факултета и историчарка, Радмила Маринковић (1922–2017).
Један од његових потомака је и Милован Маринковић, бивши председник Општине Топола. Он се 1990-их лично и упознао са Томиславом Карађорђевићем када се он вратио у Југославију. Према његовим речима за књигу Казивања и филмови о хероју тополскоме, Маринко је имао два сина, Степана и Стевана. Милованова породица је од Стевана, који је имао Симу и Танасија. Танасије је имао Петра, Петар Благоја, Благоје Ивка, а Ивко напослетку Милована. Након што је Карађорђе обесио Маринка, његова удовица се удала у селу Крћевац за неког Павла, од којих су потекли Павловићи. И други Маринков син Степан је имао породицу, који су се најпре презивали Степановићи. Након што је кнез Александар Карађорђевић 12. фебруара (31. јануара) 1851. увео закон о сталним породична презимена, по узору на име најстаријег члана породице, ти Степановићи су вратили презиме на Маринковић.
Маринковићи и Павловићи су се званично помирили са Карађорђевићима када је приликом венчања краља Александра I Карађорђевића и Марије Хоенцолерн-Сигмаринген буклија дошла до Благоја Маринковића у Тополи. Поред тога, Милован Маринковић је сарађивао са Томиславом Карађорђевићем када се он 1990-их вратио у Југославију и Србију.

## Смрт
Карађорђе, који се активно борио за ослобођење српских територија и поновно успостављање српске државе, своју трговачку радњу у Тополи, поверио је свом брату Маринку. Када се вратио у Тополу, радња је била празна, a прихода ниje ималo, али када се једна жена из Тополе пожалила да је његов брат обешчастио њену ћерку, наредио је да гa обесе, што је и учињено.

## Родослов потомака
- Маринко Петровић
  - Стеван Маринковић
    - Танасије
      - Петар
        - Благоје
          - Ивко
            - Милован

    - Сима

  - Степан Маринковић
    - Степановићи до 12 фебруара. (31. јануара) 1851, након тога Маринковићи